# عبدالجبار اصفهانی

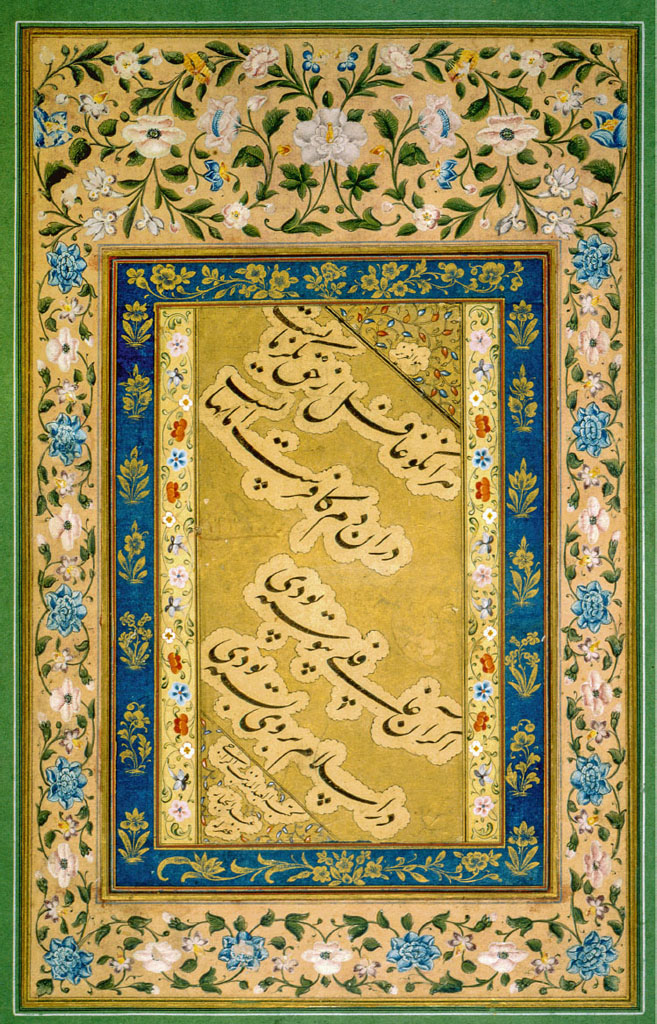
به خط عبدالجبار اصفهانی

عبدالجبّار اصفهانی (درگذشت ۱۰۶۵ هـ . ق) از استادان برجستهٔ خط نستعلیق در قرن یازدهم هجری و از شاگردان طراز اوّل میرعماد است. آنچه او از قطعات میرعماد تقلید کرده به خوبی از عهده برآمده‌است. عبدالجبّار آثار خطی زیادی دارد.